# Mont Blanc
Mont Blanc ("Vita berget"; franskt uttal: [mɔ̃'blɑ̃], med nasala vokaler), är Alpernas högsta berg, och det högsta berget i Europa utanför Kaukasusbergen (högst: Elbrus). Berget är även känt under namnet Monte Bianco ("Vita berget" på italienska) eller "La Dame Blanche" ("Den vita damen" på franska). Mont Blanc ligger på gränsen mellan Frankrike och Italien, och är vid klart väder synligt från Genève. Toppens höjd över havet är 4 810,45 meter. Toppen sjunker dock med 13 cm om året, så att det meddelades under 2021 att den senaste officiella mätningen säger att toppen ligger på 4 807 meter.
Namnet blev också uppmärksammat genom en brandkatastrof den 24 mars 1999 i Mont Blanctunneln då 38 människor dog. Mont Blanc har fått ge namn åt Mons Blanc, det högsta berget i bergskedjan Montes Alpes på månen, och åt asteroiden 10958 Mont Blanc.

## Bestigning
Att bestiga Mont Blanc anses som tekniskt mindre krävande jämfört med andra berömda berg i världen, men är förhållandevis fysiskt krävande. 
Den 8 augusti 1786 nåddes toppen för första gången av Jacques Balmat och Michel Paccard från Chamonixdalen i dåvarande Kungadömet Sardinien, som Mont Blanc under denna period tillhörde. Första kvinna att nå toppen var Marie Paradis år 1808. Den väg som de första bestigarna använde går via Grands Mulets och Glacier du Bossons. Den klättras än idag, även om det som numera betraktas som normalvägen går över Tête Rousse, Aiguille du Gouter och Dome du Gouter. Denna väg anses vara den enklaste för att nå toppen.
Berget lockar många att försöka bestiga det och riskerna underskattas ofta av oerfarna klättrare. Över 2 000 människor har förolyckats i försök att bestiga berget, vilket innebär i genomsnitt närmare 10 personer per år sedan klättringarna började i slutet av 1700-talet och bergsmassivet har hittills krävt flera offer årligen, även under 2000-talet. De lokala räddningshelikoptrarna genomför i genomsnitt ett dussintal uppdrag under högsäsongen (normalt i augusti), oftast för att rädda personer som har skadats eller fastnat i oväder omkring normalvägen upp mot toppen. Dessa rutter kräver kunskap om höghöjdsbestigningar, en guide (eller åtminstone en mycket erfaren bergsbestigare) och inte minst bra utrustning. Det är en lång tur som inkluderar både vackra passager och riskfyllda klippor. Minst en natt på berget krävs för att vänja kroppen vid höjden, som annars kan leda till höjdsjuka (AMS; Acute Mountain Sickness) eller i vissa fall till dödsfall. Som referens kan nämnas att Mont Blancs topp är hela 1 km högre än det närbelägna och välkända Aiguille du Midi i Chamonix.
Bestigningen av Mont Blanc kan göras via många olika vägar. Normalvägen går från med hjälp av lift och tåg via Nid d’Aigle (Örnnästet, 2 372m). Därifrån börjar vandringen som sedan övergår i klättring upp till någon av hyttorna Tête Rousse (3 167 m) eller Goûter (3 835m). Därifrån är det 1 000 höjdmeter till toppen och hela denna del är glaciär och konstant täckt av snö och is. En annan populär väg utgår från kabinbanans toppstation på Aiguille du Midi (3 842 m). Därifrån går vägen via Mont Blanc du Tacul och Mont Maudit och även dessa toppar är högre än 4 000 m. På den så kallade Brenvaväggen på Mont Blanc, en östvägg, finns ett antal leder, liksom på den betydligt brantare sydsidan som är belägen i Italien. Turerna på denna sida involverar nästan undantagslöst tekniskt svår klippklättring på hög höjd och leder upp till toppen Mont Blanc de Courmayeur (4 748 m), varifrån huvudtoppen sedan nås via en snökam.
Bestigning av Mont Blanc kräver, förutom god fysik, stora kunskaper och erfarenhet av alpin klättring. Den som inte har dessa kunskaper bör göra sin bestigning tillsammans med en bergsguide.

## Fem vanliga vägar till toppen
I boken Mont Blanc 4808 m - 5 Routes to the Summit av Francis Damilano (JMEditions, 2004) redogörs för de vanligaste vägarna till toppen. 
- The Goûter Route - den "vanliga vägen"
- The Three Monts Route
- The Grands Mulets Route
- The Pope Route
- The Miage - Bionnassay Route

## Bilder

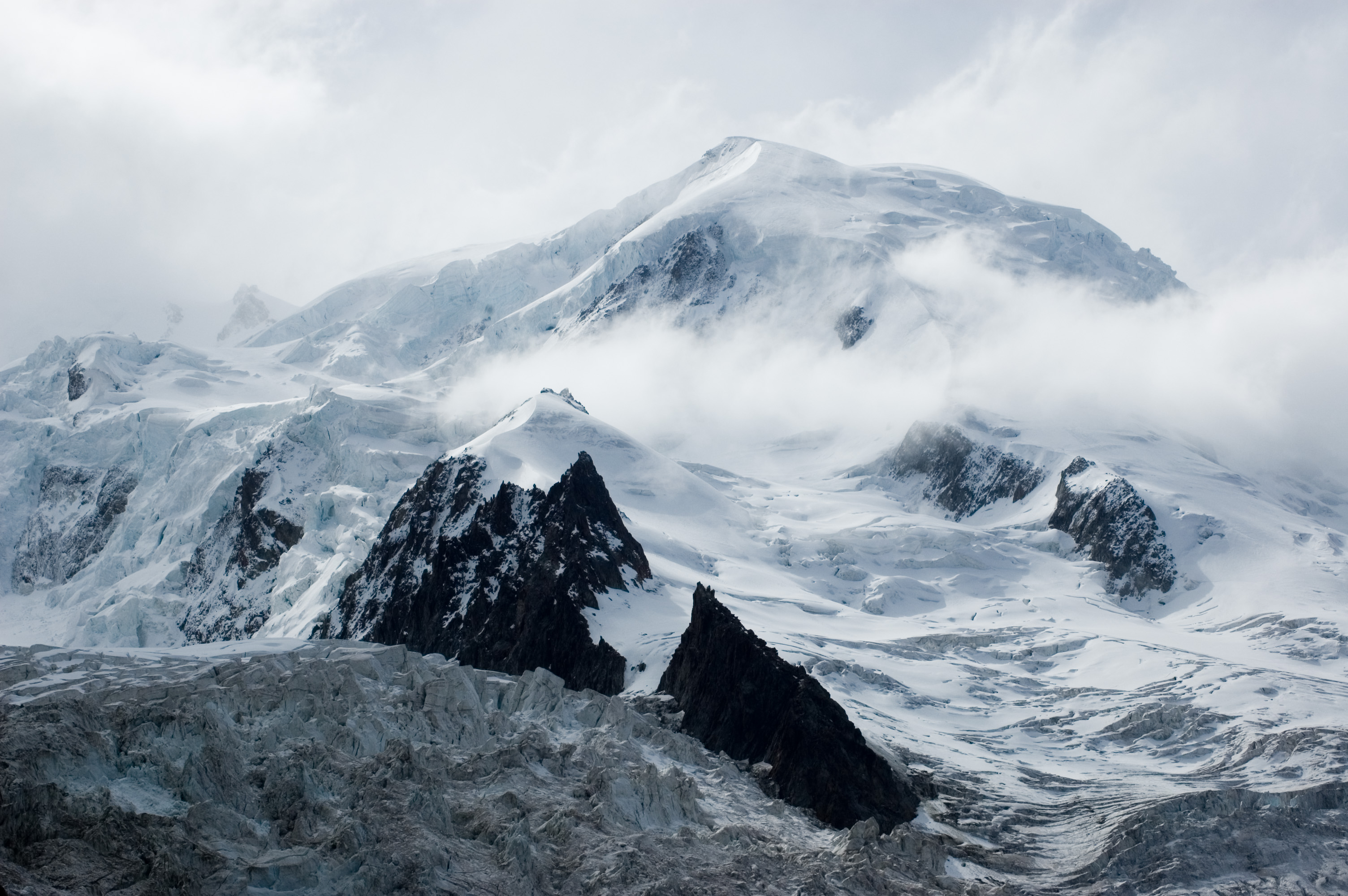
Toppen av Mont Blanc
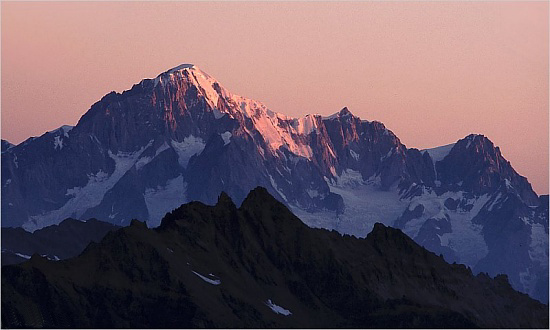
Mont Blanc